# برند روپ
برند روپ (انگلیسی: Bernd Rupp؛ زادهٔ ۲۴ فوریهٔ ۱۹۴۲) بازیکن فوتبال اهل آلمان است.
از باشگاه‌هایی که در آن بازی کرده‌است می‌توان به باشگاه فوتبال کلن، باشگاه ورزشی وردر برمن، و باشگاه فوتبال بروسیا مونشن‌گلادباخ اشاره کرد.
وی همچنین در تیم ملی فوتبال آلمان بازی کرده‌است.